# 普熱米斯爾三世 (奧帕瓦)
普熱米斯爾三世（捷克語：Přemysl III. Opavský，約1450年—1493年2月17日），奧帕瓦公爵，父親是奧帕瓦的威廉。
普熱米斯爾僅為名義上的公爵，奧帕瓦公國實際由波傑布拉德的伊日控制。1464年，普熱米斯爾進入亞捷隆大學就讀，後成為一名法政牧師。普熱米斯爾終生未婚，1493年去世。